# Jugurta
Jugurta (em latim, "Iughurta"; 160 a.C. — Roma, 104 a.C.) foi um rei da Numídia. Foi o antagonista de Roma Antiga na Guerra de Jugurta, sendo derrota por Caio Mário e, na época subordinado de Mário, Lúcio Cornélio Sula.

## Vida
Devida a aliança entre Numídia e Roma, Jugurta foi ainda jovem enviado à Hispânia para servir como  em campanha de Públio Cornélio Cipião Emiliano Africano, participando do Cerco de Numância. Aprendeu tanto militar quanto culturalmente sobre os romanos, tendo a impressão de que esses eram facilmente subornados. Salústio escreveu que Jugurta chegou a dizer que Roma era "uma cidade à venda e condenada a uma destruição iminente se encontrasse um comprador". Depois do serviço prestado, voltou à sua terra natal.
Sobrinho de Micipsa e filho ilegítimo de Mastanabal, dividiu o poder do reino com seus primos Aderbal e Hiempsal I, pois devido à ordem testamentária de Micipsa, o reino deveria ser compartilhado, e não dividido entre os três herdeiros. Jugurta primeiro livrou-se de Hiempsal I, entrando em conflito com Aderbal que buscou apoio em Roma. Supostamente após aceitar subornos de Jugurta, os magistrados romanos dividiram o reino em dois, atribuindo cada metade a um dos primos. Jugurta desrespeitou a divisão e travou uma guerra civil contra Aderbal que esperou um apoio romano que não veio, dado que Roma estava lidando com as Guerras Címbricas. Foi nesse contexto em que ocorrou o massacre dos mercadores romanos em Cirta, em 112 a.C., levando Roma a declarar guerra contra Jugurta.
Após insucessos romanos sobretudo pela cavalaria leve dos numidianos, Lúcio Calpúrnio Béstia negociou uma paz favorável a Jugurta. Isso novamente levantou suspeitas de corrupção e subornos. O desenrolar da crise em Roma fez com que Jugurta fosse convocado até a cidade para prestar esclarecimentos, contudo ao chegar na capital da república se viu livre de depoimento pelo veto de um Tribuno da plebe, reforçando a opinião comum de que estava subornando oficiais romanos.
Quando a guerra contra Roma novamente estourou, Quinto Cecílio Metelo Numídico foi enviado à Numídia para combater Jugurta. No entanto, o conflito se arrastou e mesmo com vitórias parciais o comando foi passado a Caio Mário, eleito Cônsul em 107 a.C., que reorganizou a legião romana na região e tomou Capsa (hoje Gafsa, Tunísia). Vale notar que Mário era um subordinado de Metelo, tendo voltado à Roma para tomar seu posto o que lhe renderia a inimizade de Metelo que viria lhe perseguir na Guerra civil romana na figura de Quinto Cecílio Metelo Pio.
Por fim, Jugurta foi traído por seu sogro e aliado, Boco, rei da Mauritânia, que o entregou aos romanos, em 105 a.C. ou 106 a.C. em plano executado por Lúcio Cornélio Sula. Preso, Jugurta fez parte dos despojos exibidos por Mário em seu triunfo, desfilou por Roma (como era costume na época) numa jaula em 1º de janeiro tendo suas roupas reais e brincos removidos, inclusive perdendo parte de uma orelha no processo. Acabou morrendo na prisão em 104 a.C. muito provavelmente por estrangulameto.
A história do "Bellum Iugurthinum" (Guerra de Jugurta) foi escrita por Salústio (42 a.C. - 40 a.C.).